# ريكاردو تافاريس
ريكاردو تافاريس هو لاعب كرة قدم برتغالي في مركز الدفاع، ولد في 25 مارس 1995 في ساو جواو دا ماديرا في البرتغال. شارك مع منتخب البرتغال تحت 16 سنة لكرة القدم ومنتخب البرتغال تحت 17 سنة لكرة القدم ومنتخب البرتغال تحت 18 سنة لكرة القدم. أما مع النوادي، فقد لعب مع سبورتينغ لشبونة ب.

## وصلات خارجية
- ريكاردو تافاريس على موقع قاعدة بيانات كرة القدم.إي يو (الإنجليزية)
- ريكاردو تافاريس على موقع Soccerway.com (الإنجليزية)